# Ricchi e Poveri
I Ricchi e Poveri sono un gruppo musicale italiano, originario di Genova, formato nel 1967.
Sono tra gli artisti italiani con il maggior numero di dischi venduti, con più di 22 milioni di copie sono il secondo gruppo italiano per vendite, alle spalle dei Pooh. Negli anni settanta e ottanta diversi loro singoli hanno raggiunto la vetta delle classifiche italiane e internazionali; tra questi si citano La prima cosa bella, Che sarà, Sarà perché ti amo, Come vorrei, Mamma Maria e Voulez vous danser, alcuni dei quali sono stati scelti come sigle di popolari trasmissioni televisive, tra cui due sigle di coda di Portobello. Hanno partecipato a 13 Festival di Sanremo, che hanno vinto nel 1985 con la canzone Se m'innamoro, oltre ad aver rappresentato l'Italia all'Eurovision Song Contest nel 1978.
A gennaio 2025 entrano tra i venti artisti con più copie certificate di brani sanremesi nella storia del Festival in epoca FIMI.

## Storia

### La formazione del gruppo vocale
Il gruppo nasce come quartetto polifonico, formato da due voci maschili e due femminili, secondo la tradizione dei gruppi vocali statunitensi. Nella formazione iniziale, tre componenti su quattro sono di origini genovesi. I membri originari sono Franco Gatti (Genova, 4 ottobre 1942 - Genova, 18 ottobre 2022), Angela Brambati (Mignanego, 20 ottobre 1947), Marina Occhiena (Genova, 19 marzo 1950) ed Angelo Sotgiu (Trinità d'Agultu, 22 febbraio 1946), nato in provincia di Sassari e trasferitosi con la famiglia nel capoluogo ligure all'età di sedici mesi. Il quartetto si fa notare per il particolare stile vocale, basato sull'intreccio delle quattro voci differenti, rispettivamente di basso, tenore, contralto e soprano. Franco, soprannominato il "Baffo" in seguito all'incontro cruciale con Franco Califano, possiede una profonda voce da basso, al contrario di Angelo, il "biondo", con un'ottima estensione verso le note alte. A queste, si aggiungono le due voci femminili: quella della "brunetta" Angela, nota per i suoi vivaci acuti, e quella di Marina, la "bionda", in grado di passare da una voce naturale grave e pacata a note particolarmente acute emesse in falsetto . La loro formula consiste nel miscelare la musica leggera melodica italiana con armonizzazioni che prendono spunto dalle sonorità dei complessi statunitensi di quel periodo. Il quartetto originario verrà ricostituito in occasione del Festival di Sanremo 2020 per festeggiare i cinquant'anni dal loro debutto proprio al festival con la canzone La prima cosa bella.

### Anni sessanta: i primi passi

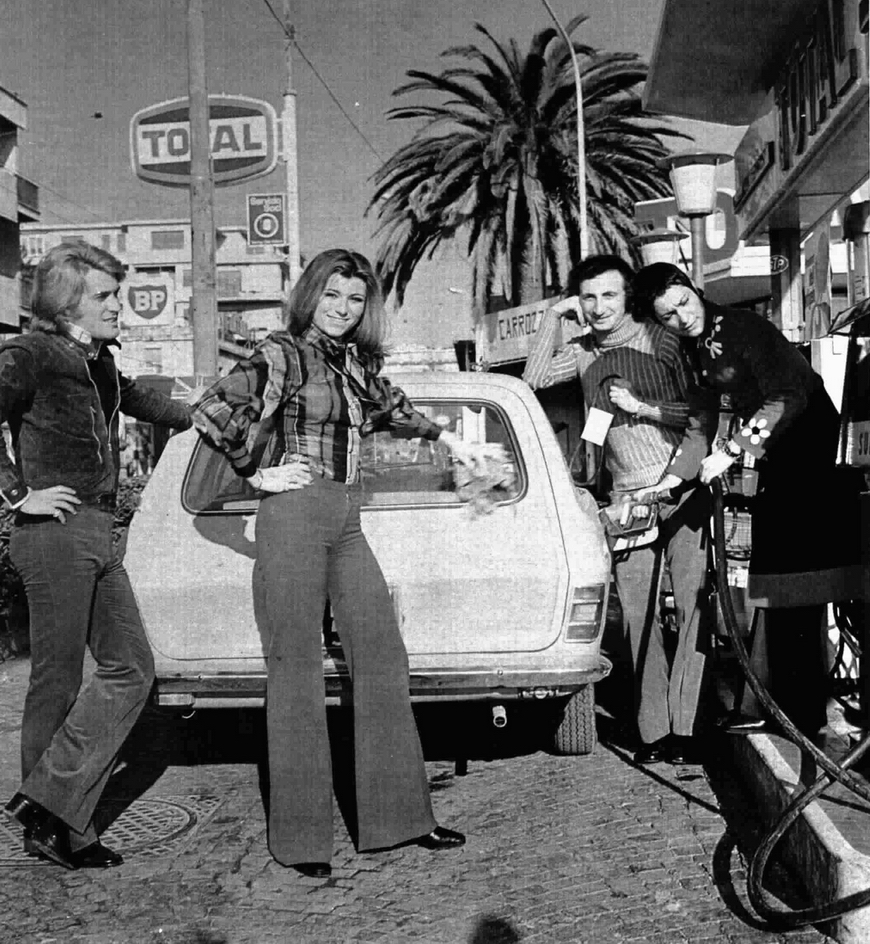
I Ricchi e Poveri in uno scatto fotografico nei primi anni di carriera

Angelo e Franco facevano parte dei Jets. All'epoca i due erano, rispettivamente, cantante-sassofonista (Angelo imparò a suonare vari strumenti, fra cui il sassofono, grazie all'incontro col gruppo) e chitarrista della band assieme a Gianni Belleno alla batteria ed a Gianni Casciano. Ed è proprio con questa formazione che compiono le loro prime esperienze discografiche, incidendo quattro 45 giri, tra il 1963 e il 1964, per l'etichetta ITV di Genova.
Nel 1967 Belleno lascia il complesso per entrare nei New Trolls, e nei Jets entrano Renzo "Pucci" Cochis, Aldo Stellita e Piero Cassano; Angelo e Franco escono dal gruppo a loro volta (lasciandolo alla prima embrionale formazione che poi diventerà i Matia Bazar), e grazie all'incontro con la cantante del gruppo beat I Preistorici, Angela Brambati (dal 1963 fidanzata con lo stesso Sotgiu), da loro soprannominata "la Rita Pavone genovese", decidono quindi di costituire un quartetto polifonico, idea che si concretizza lo stesso anno subito dopo l'incontro con un'amica di Angela, Marina Occhiena, conosciuta in una scuola di canto, che Angela frequentava per problemi giovanili alle corde vocali, di poco più giovane. Cominciano a esibirsi in alcuni locali del lungomare genovese con il nome di Fama Medium (dalle iniziali dei loro nomi di battesimo) e, visti gli apprezzamenti del pubblico che, via via, si avvicinava sempre più ai giovani, decidono di dedicarsi totalmente alla musica abbandonando così gli impieghi di quel periodo (Franco era un perito chimico della Esso di Genova, Angelo lavorava come operaio all'Italsider di Genova e Angela era benzinaia). Chiusi in studio, oltre a comporre nuove melodie pop, armonizzano brani di varie formazioni musicali quali The Mamas & the Papas, Double Six e Crosby, Stills, Nash & Young.
Il primo a credere in loro è Fabrizio De André, che organizza ai quattro giovani un'audizione presso una casa discografica milanese. Il provino, durante il quale il gruppo cantò canzoni genovesi e conosciute all'epoca, non viene superato ma De André li esorta a non arrendersi e commenta la decisione dei discografici con le seguenti, profetiche, parole: «Questi di musica non capiscono nulla, ma voi avrete successo comunque».
La band viene presa in simpatia poi dal cantautore romano Franco Califano. Un giorno, dopo essere stati invitati per la quinta volta a pranzo da Califano, quest'ultimo gli suggerisce, dopo aver scoperto che i quattro ragazzi non avevano molti soldi, di adottare il nome che portano: «Siete ricchi di spirito e poveri di tasca», dice. Califano decide quindi di diventare il loro produttore, li fa restare a Milano, pagando loro albergo e vestiti, e crea un nuovo look per ognuno, che comprende un taglio maschile per i capelli di Angela e un'ossigenata a quelli di Angelo e Marina.
Il debutto del gruppo avviene al Cantagiro del 1968 con L'ultimo amore, cover in lingua italiana del brano Everlasting love degli inglesi Love Affair (il testo in italiano è di Mogol). Nello stesso anno, esce il loro primo 45 giri, che contiene, oltre alla summenzionata cover, anche il pezzo intitolato Un amore così grande. Successivamente incidono La mia libertà, cover di un pezzo dei Bee Gees, tradotta in italiano dal mentore Franco Califano, che diventa il produttore fisso del quartetto. Nel 1969 esce un nuovo singolo, Si fa chiara la notte, che sul retro contiene il brano Era mercoledì, scritta da Sotgiu e Gatti. Iniziano a essere chiamati per esibirsi in vari night italiani molto in voga all'epoca come "La Mela" di Napoli, "Il Pomo" di Ischia, il "Gallery" di Milano e il "Piper" di Roma.
Nel frattempo hanno modo di prendere parte ai cori di Marisa Sannia per la registrazione del brano Casa bianca, gareggiante al Festival di Sanremo nel 1968.

### Anni settanta: l'inizio del successo

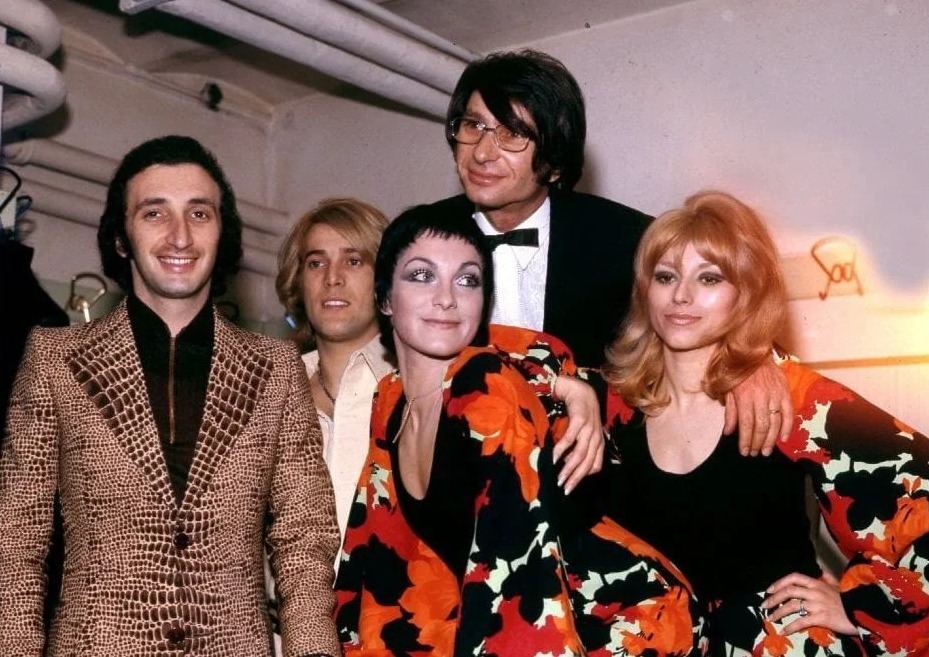
I Ricchi e Poveri con Nicola Di Bari al Festival di Sanremo 1970

Nel 1970 partecipano per la prima volta al Festival di Sanremo prendendo, una settimana prima dell'inizio del festival, il posto di Gianni Morandi (che non aveva gradito il brano) e arrivando secondi cantando, con Nicola Di Bari, la canzone La prima cosa bella, il loro primo vero successo, contenuto nell'album che porta il nome del gruppo, Ricchi e Poveri, realizzato per l'etichetta di Edoardo Vianello, l'Apollo Records. Il primo singolo emesso per questa casa, ancora prima del brano sanremese, è L'amore è una cosa meravigliosa, brano di successo di alcuni anni prima riproposto dai Ricchi e Poveri in versione vocale. Nello stesso anno, pubblicano altri due 45 giri, entrambi tratti dallo stesso album della canzone sanremese: In questa città, che presentano al Cantagiro, dove riescono a vincere due tappe, e al Festivalbar classificandosi quarti; e Primo sole primo fiore, con la quale partecipano al film musicale Terzo canale - Avventura a Montecarlo di Giulio Paradisi, con New Trolls e The Trip.
Nel 1971 prendono di nuovo parte al Festival di Sanremo classificandosi nuovamente secondi con Che sarà, interpretata in abbinamento con José Feliciano. Il pezzo diventa un loro cavallo di battaglia e, oltretutto, viene considerato un classico della canzone italiana nel mondo. A tale brano, però, è legata una vicenda riguardante il cantautore Jimmy Fontana, ideatore del pezzo. Infatti, egli aveva l'obiettivo di presentarlo a Sanremo gareggiando in coppia con il collega Feliciano. La RCA, diversamente, decise di sfruttare la magia emotiva della canzone per consacrare al successo il nuovo giovane complesso dei Ricchi e Poveri, che già aveva ottenuto ottimi consensi l'anno prima sempre al Festival. Jimmy, che aveva comunque diritto, in quanto compositore-autore della canzone, all'ultima parola, non concesse l'autorizzazione, fin quando la casa discografica affermò che, senza i Ricchi e Poveri, la canzone non avrebbe partecipato ad alcuna rassegna. Perciò, in seguito a tale forzatura, Fontana, suo malgrado, diede l'autorizzazione.
A fine anno, esce l'album Amici miei, che contiene l'omonima canzone che dà il titolo all'LP, versione italiana della celebre Amazing Grace, inno alla pace e all'amicizia. Altri brani dell'album: Limpido fiume del sud, Addio mamma addio papà e Ma la mia strada sarà breve. Fra gli autori delle tracce figurano anche Angelo e Franco. Inoltre, incidono la sigla Fumo Nero per la serie televisiva All'ultimo minuto e Dammi mille baci scritta da Costanzo, Franchi, Reverberi e Magno che viene utilizzata come sigla del programma Tanto per cambiare, in onda sul Secondo Canale. Nello stesso anno interpretano per la Rai la commedia musicale di Garinei e Giovannini Mai il sabato Signora Lisistrata, con un cast d'eccezione composto da Gino Bramieri, Milva, Bice Valori, Paolo Panelli, Carlo Giuffré e Gabriella Farinon. Per questo lavoro ricevono il premio "Maschera d'Argento" come migliori esordienti a teatro.

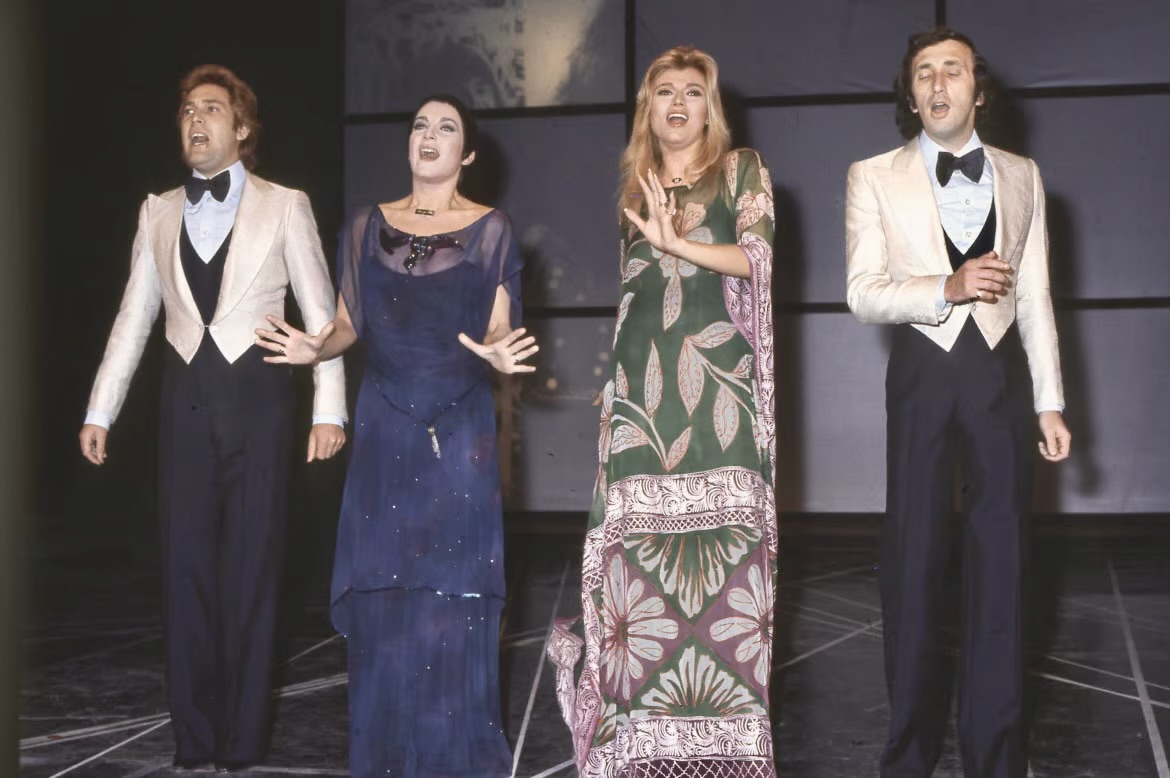
I Ricchi e Poveri si esibiscono durante l'ultima puntata di (di nuovo) Tante scuse

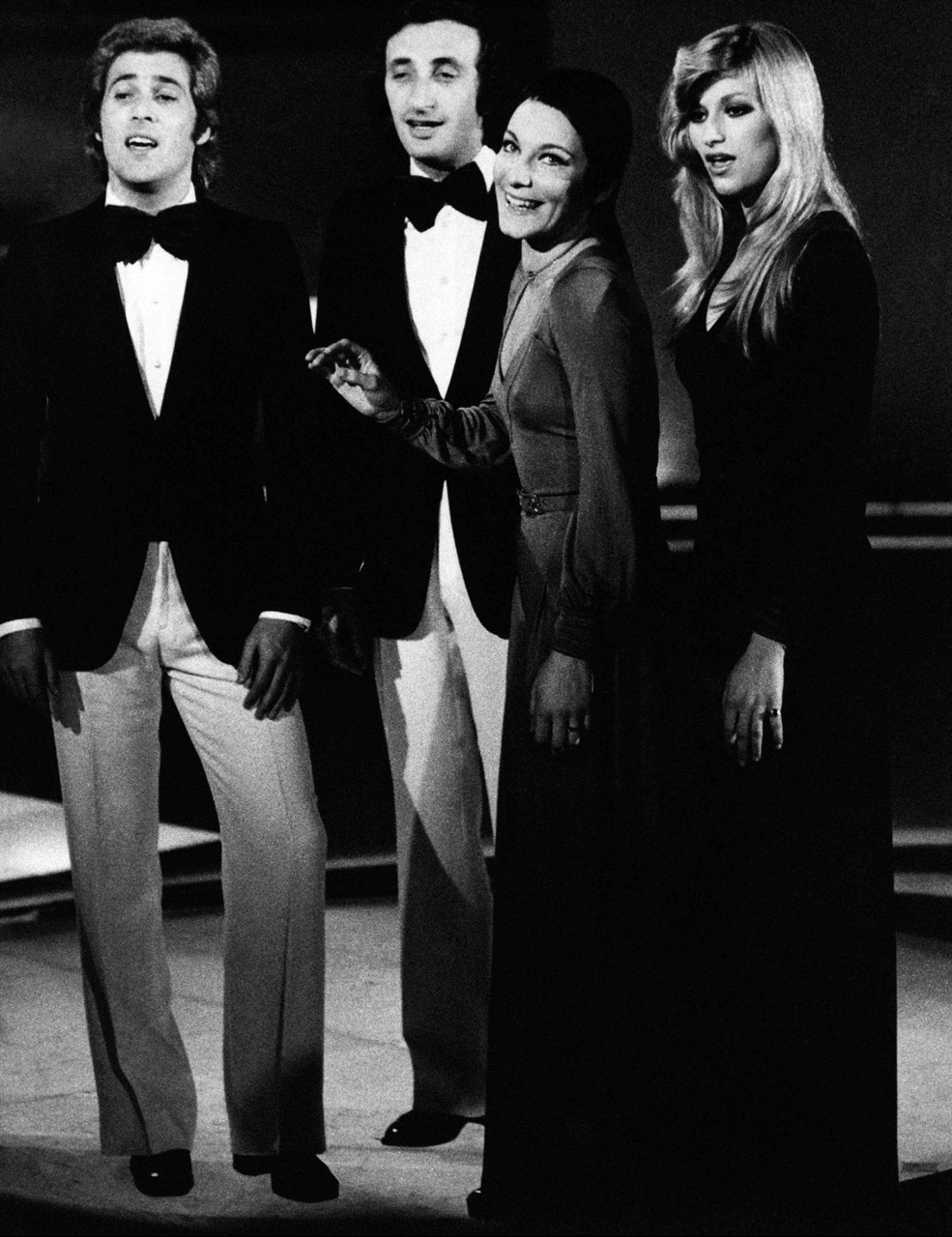
I Ricchi e Poveri a Canzonissima 1973

Nel 1972 diventano testimonial della Fiesta Snack, prodotto della nota azienda dolciaria Ferrero, e ritornano al Festival di Sanremo con un brano intitolato Un diadema di ciliege, scritto dal musicista torinese Romano Bertola (anche autore della musica per lo spot della Fiesta), che non riesce a eguagliare il successo dei due brani precedentemente portati alla manifestazione, piazzandosi soltanto all'11º posto, ma colpisce per il gioco vocale del quartetto. Per questo singolo e i successivi firmano un contratto con la Fonit Cetra. Sempre nel 1972 sono in gara a Un disco per l'estate con Pomeriggio d'estate, classificandosi al 13º posto, ex aequo con i Nomadi di Io vagabondo, nella serata finale di Saint Vincent. Successivamente incidono Una musica, un delicato duetto tra Angela e Marina scritto, fra gli altri, da Paolo Limiti, destinato a diventare la sigla di chiusura del noto quiz di Mike Bongiorno, il Rischiatutto. La canzone li riporta in classifica. Tra il luglio e l'ottobre di quell'anno cantano la sigla iniziale della popolare trasmissione radiofonica Gran varietà, dal titolo Luglio agosto e settembre.
Il 1973 è un'annata molto intensa per i Ricchi e Poveri: all'inizio dell'anno si presentano a Sanremo per la quarta volta consecutiva con un pezzo scritto da Cristiano Minellono e Umberto Balsamo dal titolo Dolce frutto, che si piazza al 4º posto confermando armonie e impasti vocali, ormai diventati un marchio di fabbrica del quartetto genovese. In Bulgaria esce un album dal vivo dal titolo The Golden Orpheus Festival; partecipano poi per la seconda volta a Un disco per l'estate con la canzone Piccolo amore mio; in autunno, infine, sono a Canzonissima con il brano Penso, sorrido e canto, che viene dato per favorito ma che, alla finale, si ferma al sesto posto. Il brano, scritto tra gli altri da Amedeo Minghi, è presente nelle classifiche per diverse settimane (la posizione massima che raggiunge è la numero 13) e viene inserito come traccia di punta nell'album di inediti, dal titolo omonimo, edito dalla Fonit Cetra nel 1974.
Nel 1974, a conclusione della gara canora, entrano a far parte del progetto teatrale "Teatro Music Hall", organizzato da Pippo Baudo (il titolo dello spettacolo è proprio quello della canzone: Penso, sorrido e canto). Viene affittato un tendone del circo Medrano, per tre mesi, che viene montato e poi rismontato, ogni due giorni, nelle varie tappe della compagnia, in giro per l'Italia, privilegiando il sud. Durante lo spettacolo, i Ricchi e Poveri hanno la possibilità di esibirsi in numeri musicali e di recitazione, anche singolarmente; quella che riscuote maggiori apprezzamenti è Angela nell'interpretazione di Liza Minnelli in Cabaret. È in quest'occasione che Angelo e Franco incontrano le gemelle Nadia e Antonella Cocconcelli, cantanti e ballerine scelte da Baudo per lo spettacolo e già apparse in TV, nel programma Foto di gruppo, che diventeranno poi le loro future consorti. Intanto, partecipano a Un disco per l'estate con il nuovo singolo Povera bimba, che supera la fase eliminatoria e arriva così alle semifinali di Saint Vincent; e alla Mostra internazionale di musica leggera di Venezia guadagnando il terzo posto con i brani Amore sbagliato e Torno da te.
Sempre nel 1974, Walter Chiari li chiama per lavorare nello spettacolo teatrale Chiari di luna; poi partecipano alla riduzione TV dell'operetta No, no, Nanette diretta da Vito Molinari al fianco di Elisabetta Viviani, Claudio Lippi, Gianrico Tedeschi, Ave Ninchi, Gianni Agus, Lisa Gastoni e una giovanissima Loredana Bertè. In autunno entrano nel cast del programma TV Tante scuse, condotto da Raimondo Vianello e Sandra Mondaini, cantando canzoni del loro repertorio, inscenando divertenti gag con i conduttori e interpretando anche la sigla di chiusura della trasmissione Non pensarci più. Il varietà riceve grandi consensi da parte del pubblico e della critica. Ne consegue la loro partecipazione, nell'anno appena successivo, ad una seconda edizione denominata (di nuovo) Tante scuse, con una nuova sigla di chiusura, Coriandoli su di noi, composta da Italo Terzoli, Enrico Vaime, Marcello De Martino e Carla Vistarini, che ottiene grande successo.

Inoltre, iniziano a incidere una serie di singoli rivolti ai più piccoli. Il primo di questa serie è L'orto degli animali, che presenta sul retro La vecchina. In realtà, già nel 1972 avevano partecipato a L'Arca, un disco per bambini nel quale hanno interpretato il motivo L'Arca assieme a Sergio Endrigo, Vinícius de Moraes e The Plagues, mentre la sola voce di Franco ha preso parte al brano La foca con Vittorio De Scalzi dei New Trolls. Sulla scia di queste canzoni, nel 1976, partecipano a Sanremo senza ottenere un buon successo, con Due storie dei musicanti, due brani intenzionati a promuovere il loro nuovo progetto discografico e teatrale, I musicanti, ossia una favola musicale ispirata al racconto dei fratelli Grimm I musicanti di Brema. I pezzi sono musicati da Luis Bacalov mentre i testi sono opera di Sergio Bardotti. Quell'anno a Sanremo Angela si esibisce in premaman e alcuni mesi dopo il Festival darà alla luce il suo primogenito. 

Angela Brambati a destra, con Marina Occhiena, discoteca Taro Taro di Collecchio (1979)

Nello stesso anno, partecipano alla tournée teatrale di Walter Chiari Chi vuol essere lieto sia, che vince il "Biglietto d'oro" per le repliche fatte. L'esperienza, poi, viene ripetuta anche l'anno successivo. Questo è anche l'anno in cui incidono per la prima volta brani in lingua inglese come Wonderland e Love will come. Cantano, inoltre, la sigla della prima stagione del programma radiofonico Più di così..., riprendendo il brano L'amore è una cosa meravigliosa già inciso nel 1970. Vengono scritturati, poi, dalla televisione italo-svizzera per la conduzione di un programma dal titolo I Ricchi e Poveri raccontati da..., in quattro puntate insieme ad Antonella e Nadia Cocconcelli, Nino Castelnuovo, Maria Rosaria Omaggio e Alberto Lupo.
Nel 1977 il gruppo decide di omaggiare la propria terra, la Liguria, e in particolare la città di Genova, incidendo due singoli in dialetto genovese: una rivisitazione dei classici Ma se ghe penso, Piccon dagghe cianin e Chanson de Cheullia, composti da Attilio Margutti e Mario Cappello; quest'ultimo motivo porta sul retro l'inedito Scigoa, scritto da Augusto Martelli e Franco Franchi. A luglio dello stesso anno partecipano come ospiti d'onore al "Rally Canoro itinerante" condotto da Corrado e a settembre sono in televisione con le sorelle Goggi e Oreste Lionello in uno spettacolo trasmesso sul Programma Nazionale dal titolo Stasera con voi. Ritornano nel mondo della pubblicità con lo spot per la Recoaro.
Nel 1978 rappresentano l'Italia all'Eurofestival di Parigi con Questo amore, tratta dall'omonimo album Questo amore e scritta da Mauro Lusini e Dario Farina. Inizialmente, la loro partecipazione viene molto criticata dai discografici italiani, ma il brano, poi, riesce a riscuotere notorietà a livello europeo. Portano questo brano anche al Festivalbar. All'interno dell'album vi sono canzoni composte, tra gli altri, da Sergio Bardotti ed Ezio Maria Picciotta. Al termine di tale anno viene pubblicata una raccolta dal titolo Ricchi & Poveri che include pezzi incisi tra il 1972 e il 1978, alcuni dei quali piuttosto noti (come Una musica e Penso, sorrido e canto) assieme ad altri passati in secondo piano.
Nel 1979 la canzone Mama, composta da Marina, Angelo e Franco, diventa la sigla del Jet Quiz.
Nel 1980 passano alla Baby Records pubblicando l'ultimo album come quartetto dal titolo La stagione dell'amore, un disco dalle sonorità dance costituito da canzoni con testi inglesi alternati a brani in italiano, di cui sono autori Cristiano Minellono e Toto Cutugno, mentre gli arrangiamenti sono curati da Mats Bjorklund. Ecco alcune tracce: La stagione dell'amore, Somebody to love, Jungle beat, Walking love e Piccolina, oltre alla cover della famosa canzone francese Et maintenant di Gilbert Bécaud rinominata E no, e no, con doppio adattamento, in italiano (curato da Marina Occhiena) e in inglese. L'unico 45 giri estratto da questo LP contiene nel lato A E no, e no e nel lato B La stagione dell'amore. Nello stesso anno, il gruppo effettua un tour con Radio Monte Carlo, ottenendo un grande successo in Spagna, dove esce la corrispondente versione spagnola dell'album, intitolata La estación del amor, con alcuni brani in castigliano, tra cui, oltre alla title track, Adiós mi amor, adattamento in lingua di Goodbye my love. Contemporaneamente, sempre nei paesi latini, esce l'edizione export di una raccolta omonima del gruppo, del 1978, re-intitolata Una musica (la copertina riporta i soli titoli tradotti, ma i brani sono tutti in italiano - di fatto, si tratta della stessa identica raccolta del 1978: gli stessi pezzi, nello stesso ordine). Inoltre, Angelo Sotgiu scrive con Cristiano Minellono il brano Viva l'amore inciso da Dori Ghezzi nel suo disco d'esordio da solista Mamadodori.

### Sanremo 1981: l'abbandono di Marina Occhiena
Nel 1981 Marina Occhiena lascia i Ricchi e Poveri dopo un'accesa lite con il gruppo, in particolare con Angela, dovuta al fatto che Marina aveva avuto, durante l'anno precedente, una relazione con il compagno della Brambati.
La vicenda, mai del tutto chiarita e sempre trattata abbastanza vagamente dai quattro, risulta piuttosto complessa. Nell'inverno del 1980 Marina aveva "ufficiosamente" abbandonato il gruppo che, dopo essere stato accettato al Festival di Sanremo, incide, come trio, Sarà perché ti amo. Se all'inizio però è proprio Marina ad aver deciso di volersene andare, è poi lei stessa a richiedere di cantare con gli ex compagni, arrivando ad ingaggiare un avvocato per presentare un tempestivo ricorso al pretore di Sanremo. Il ricorso però non viene accolto.
Venne istituita una commissione, presieduta da Mario Luzzatto Fegiz, per poter decidere se la presenza di Marina fosse consona o meno all'esecuzione del brano. Marina, attraverso questa azione legale, ottiene il permesso per cantare con il gruppo per cui, durante le prove della serata finale del Festival, si esibisce con gli ex compagni. In un'intervista del 2003, i Ricchi e Poveri diranno che, poiché Marina non aveva inciso insieme a loro il pezzo, provò con il testo del brano su un foglio ma, poi, fu la stessa Marina a dire che, in realtà, il foglio le era stato dato per dimostrare che non era pronta per cantare, nonostante avesse già in precedenza ascoltato il brano. In effetti, il provino del brano fu avanzato al gruppo quando ancora era un quartetto. Inoltre, a favore di Marina, ci fu anche un aspetto legato al nome del gruppo. Infatti, poiché il contratto prevedeva ancora la formazione "a quattro" del gruppo, i "nuovi" Ricchi e Poveri si sarebbero dovuti esibire con i loro nomi (quindi, non come "Ricchi e Poveri", bensì come "Angela Brambati, Franco Gatti e Angelo Sotgiu").
Giunti alla serata finale, Marina prende la decisione definitiva di allontanarsi dal gruppo lasciando che a esibirsi siano Angela, Angelo e Franco, come avvenuto durante la prima serata. Marina assiste all'esibizione dei suoi ex compagni seduta in prima fila al Teatro Ariston mentre il pubblico intona in coro il nome "Angela! Angela! Angela!" dandole pieno sostegno. La Occhiena, in un'intervista del 2020 (in occasione della reunion del gruppo), ha avuto poi modo di chiarire i fatti del 1981 dichiarando: «Mi presentai a Sanremo perché volevo lasciare il gruppo. Mi fecero cantare e fu istituita una commissione per stabilire se avessi potuto esibirmi o meno: ma io non volevo cantare». Nonostante la defezione, i Ricchi e Poveri mantengono la loro compattezza e si presentano al Festival di Sanremo come trio conquistando uno dei loro maggiori successi in assoluto, il noto pezzo intitolato Sarà perché ti amo, scritto da Pupo, Daniele Pace e Dario Farina.
La vicenda, dunque, è molto caotica e ancora non del tutto chiara. Tuttavia, nonostante il "brusco" cambiamento, la canzone diventa uno dei singoli di maggior successo dell'anno, riuscendo a dare di nuovo ai Ricchi e Poveri quella popolarità da qualche anno diminuita, restando alla vetta della classifica per dieci settimane, su diciannove di permanenza nella Top Ten, conquistandosi il titolo di singolo italiano più venduto del 1981 con ben 7 milioni di copie vendute. Il brano scala i vertici delle classifiche anche all'estero: per tre mesi in Austria, per quattro in Germania, per cinque in Belgio e Francia (Sarà perché ti amo ha venduto 1 022 000 copie in Francia), e per ben sei mesi in Spagna. Ciò valse ai Ricchi e Poveri il disco d'oro per la canzone, il quale segna l'inizio della "nuova" popolarità dei Ricchi e Poveri, confermando vincente la scelta ferma di Angela di proseguire la carriera in tre (Angelo e Franco avevano già pensato di andare alla ricerca di una sostituta per Marina). A guidarli nella realizzazione di singoli e album è il discografico Freddy Naggiar.

### Il grande successo degli anni Ottanta

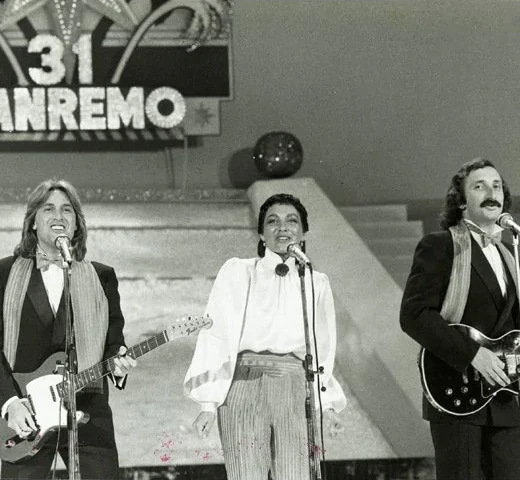
I Ricchi e Poveri intonano Sarà perché ti amo al Festival di Sanremo 1981 con la nuova formazione a tre

Sempre nel "fortunato" 1981, partecipano al Festivalbar con il brano M'innamoro di te, una romantica ballata nello stile più tipico del gruppo, che diventa un altro pezzo forte della loro carriera. Gli autori sono Cristiano Minellono e Dario Farina, i quali, d'ora in poi, compongono quasi tutte le loro canzoni di maggior successo. I Ricchi e Poveri iniziano, così, a modificare il loro genere musicale: basato fino ad ora sulle parti corali, vanno a privilegiare gli interventi solistici e ritornelli con le tre voci che cantano all'unisono.
Le canzoni Come vorrei (1981) e Piccolo amore (1982) sono altri motivi interpretati in questo periodo dal gruppo come trio e, oltretutto, verranno utilizzati come sigle di chiusura di due successive edizioni del noto programma Portobello, condotto dal presentatore Enzo Tortora, anche lui genovese.
Nasce il loro primo disco senza Marina Occhiena intitolato E penso a te, distribuito dalla Baby Records, anticipato dal brano sanremese e dal singolo già citato M'innamoro di te, e promosso, oltre che dalla prima delle due sigle di Portobello, Come vorrei (che rimane nella top ten della hit parade italiana per ben cinque mesi), anche da un quarto singolo: la ballabile e internazionale Made in Italy, un intreccio di tonalità con suggestive alternanze tra le tre voci e un ritornello dal ritmo trascinante. Il long playing sbanca le classifiche ma, soprattutto, rappresenta uno dei primi album italiani a tentare, riuscendoci, la carta dell'estrazione multipla di singoli (ben quattro) rompendo la consolidata tradizione italiana, soprattutto di quel periodo, che prevedeva la promozione di un album in quanto lavoro unitario, senza singoli promozionali, o tutt'al più trainato da non più di un 45 giri, possibilmente giustificato dalla partecipazione a qualche manifestazione che ne motivi l'uscita, come Sanremo, Festivalbar o altre vetrine dell'epoca. Fra le tracce di questo album sono presenti alcuni motivi tra i più conosciuti del repertorio della band come trio: E penso a te, Stasera canto che si differenzia dalle altre per l'intensa interpretazione di Angela in qualità di solista, Questa sera, Bello l'amore (lato B di Sarà perché ti amo) e Ninna Nanna.
Nell'estate del 1981 effettuano un concerto promosso dal Genoa allo stadio Luigi Ferraris nel quartiere Marassi di Genova.
Nel 1982 effettuano un lungo tour in Spagna dove escono le versioni spagnole dei loro singoli del 1981, Me enamoro de ti e Será porque te amo che scalano le classifiche iberiche. Da notare che quest'ultimo brano è stato soggetto a varie cover di interpreti spagnoli e sudamericani, quali i Los Tigrillos con Dinora e i Menudo con i Los Chamos, e in tempi recenti (2008) Thalía, nonché di adattamenti in lingua di artisti di altre nazionalità (ad esempio la francese Karen Cheryl). Nell'autunno del 1982 esce la già menzionata Piccolo amore che ottiene ottimi riscontri e anticipa la pubblicazione del 33 giri Mamma Maria. Nel disco si trovano la hit internazionale Mamma Maria, da cui prende nome il disco stesso; Magnifica serata, colonna sonora del film Scusa se è poco, con Monica Vitti, Ugo Tognazzi e Diego Abatantuono; Amarsi un po', che esce anche sul lato B del 45 giri Cosa sei del 1983; C'è che sto bene e Venezia. L'album raggiunge subito le posizioni alte della classifica. Partecipano, poi, alla prima edizione di Premiatissima, show musicale di Canale 5 che riescono a vincere con la squadra "Fortissima" da loro capitanata e composta da Gazebo, Rondò Veneziano, Al Bano e Romina Power, Paolo Barabani, Dario Farina, Pink Project, Stephen Schlaks, The Flirts, Kazoo, Nighthawk.
Angelo Sotgiu si sposa nel 1982; dal matrimonio nascono tre figli.
Nel 1983 viene inciso l'album Voulez vous danser, che si aggiudica il primo posto in hit parade. Tra i singoli estratti c'è anche la title track Voulez vous danser, che risulta una delle canzoni italiane più vendute in Europa nell'estate del 1984. Oltretutto, per due anni consecutivi (dal 1984 al 1986) viene scelta come sigla di coda del gioco di Italia 1 Ok, il prezzo è giusto!, condotto da Gigi Sabani. Gli altri singoli sono Cosa sei e Hasta la vista, che entrano ambedue in hit parade. Altri brani degni di nota provenienti dal disco sono Sei la sola che amo, già inciso dall'autore Dario Farina qualche tempo prima, con il quale vincono in Spagna il "Festival dell'Atlantico" del 1984; Acapulco e  Ciao Italy, ciao amore, promossi per il mercato estero e ben accolti nelle classifiche svizzere e tedesche. I tre, intanto, prendono parte a una nuova edizione di Premiatissima, in onda su Canale 5, nella quale presentano i pezzi del nuovo album gareggiando nella squadra "Turbo". Poi, ripartono con tour e ospitate televisive dividendosi tra Italia e paesi iberici. La notorietà cresce sempre più anche nel resto d'Europa: a conferma di ciò, la Baby Records realizza per il mercato tedesco e svizzero una raccolta dei loro brani di spicco degli ultimi tre anni intitolata Made in Italy, che entra nella Top 20 in entrambi i Paesi. Le loro canzoni approdano sul mercato dell'ex URSS, tramite dei flexi acquistabili in edicola, e in America Latina. I loro dischi E penso a te, Mamma Maria e Voulez vous danser escono nei paesi di lingua spagnola interpretati dal terzetto interamente in lingua o quasi.
Il 12 maggio 1983 si esibiscono in concerto a Dortmund, in Germania, nell'arena Westfalenhallen con Alice, Al Bano e Romina Power, Antonello Venditti, Gianna Nannini, Loredana Bertè, Toto Cutugno, Umberto Tozzi.
Nel 1984 parte il loro tour in Cecoslovacchia e Germania dell'Est, vincono la trasmissione Vota la voce con l'allegra Hasta la vista in qualità di miglior gruppo musicale dell'anno, ed esce una raccolta dal titolo Ieri e oggi nella quale vengono proposti cinque brani eseguiti nella formazione a quattro negli anni settanta e cinque provenienti dall'album E penso a te del 1981. Vengono chiamati poi come testimonial per la Recoaro. Sono invitati in Cile per partecipare al Festival di Viña del Mar come ospiti d'onore, dove si esibiscono per alcune serate intonando le versioni spagnole delle loro hit: Será porque te amo (Sarà perché ti amo), Dónde estarás (Come vorrei), Me enamoro de ti (M'innamoro di te), Oh Cherie Cherie (Made in Italy), Esta noche (Questa sera), Piccolo amore, Y pienso en ti (E penso a te), Voulez vous dancer - ¿Quieres bailar?, Esta noche canto para ti (Stasera canto) e Mamma Maria.

I Ricchi e Poveri vincitori del Festival di Sanremo 1985

#### La vittoria a Sanremo e il continuo successo (1985)
Nel 1985 i Ricchi e Poveri vincono il Festival della canzone italiana di Sanremo con Se m'innamoro, altro pezzo che riconferma la loro popolarità. A questo premio si aggiungono i Telegatti d'argento, un disco di platino, e il premio Medien per il maggior numero di dischi venduti in Francia. Sempre in questo periodo, Angelo collabora con Massimiliano Pani alla stesura del brano C'aggio a ffà interpretato da Mina nel suo long playing Finalmente ho conosciuto il conte Dracula.... Nelle sale cinematografiche esce la commedia di Claude Miller L'Effrontée - Sarà perché ti amo?, che vede nella colonna sonora la presenza dell'hit Sarà perché ti amo. In autunno entrano nel cast della trasmissione del sabato sera di Canale 5, Premiatissima, gara musicale in cui hanno modo di rivisitare alcune delle pagine più significative del cantautorato italiano come Buonanotte fiorellino di Francesco De Gregori, La luce dell'est di Lucio Battisti, Samarcanda di Roberto Vecchioni, Casa mia portata al successo dagli Equipe 84 e L'anno che verrà di Lucio Dalla, canzone con la quale vincono l'edizione. Al termine della trasmissione esce Dimmi quando, lavoro discografico nel quale vengono accolte sette cover tra quelle eseguite nel corso di Premiatissima e tre inediti, fra cui l'omonima Dimmi quando, intonata durante lo show, che diventerà oltretutto la sigla del Festival di Primavera 1986, in onda su Italia 1. Tutti i brani vengono arrangiati da Fio Zanotti.
Il 1986 è, soprattutto, l'anno del tour in Unione Sovietica, dove in 44 concerti sold-out accolgono 780.000 persone. Successivamente partono anche per il tour in Australia.
Franco Gatti si sposa nello stesso anno e in seguito ha avuto due figli.
Nel 1987 partecipano nuovamente al Festival di Sanremo con la nota Canzone d'amore, composta da Toto Cutugno, e arrivano settimi. Esce l'album Pubblicità , per l'etichetta Fonit Cetra, che contiene Cocco bello Africa, C'è che luna c'è che mare e Lascia libero il cielo con le quali gareggiano a Un disco per l'estate, condotto da Loretta Goggi, classificandosi al terzo posto. Nell'album sono presenti anche Voglio stringerti ancora e la canzone sanremese. Con il Quartetto Cetra sono ospiti del varietà musicale Fantastico bis su Rai 1.
Nel 1988 tornano a Sanremo proponendo Nascerà Gesù. Il brano, composto da Umberto Balsamo, suscita diverse critiche tra gli addetti ai lavori e i giornalisti per il modo con cui si pone contro l'ingegneria genetica, e anche il pubblico non lo accoglie con entusiasmo. Nella stessa edizione, Angela partecipa anche come autrice, con Depsa e Gian Piero Ameli, del pezzo La notte delle favole, affidato alla giovane cantante Tania Tedesco, in gara nella categoria "Nuove Proposte". Un altro inedito proposto dal trio nel medesimo anno è Questa lontananza brucia contenuto insieme a Nascerà Gesù nell'album Nascerà Gesù - Ricchi & Poveri '88 uscito quell'anno. Durante il mese di maggio organizzano una serie di concerti al Royal Albert Hall di Londra facendo il tutto esaurito. Le loro canzoni Sarà perché ti amo, M'innamoro di te, Se m'innamoro e Made in Italy vengono scelte per far parte della colonna sonora del film statunitense Mafia kid, diretto da Paul Morrissey.
Nel 1989 li ritroviamo sul palco dell'Ariston con Chi voglio sei tu, duetto interpretato da Angelo e Angela con Franco al pianoforte, scritto per loro da Piero Cassano e Adelio Cogliati, autori e produttori di Eros Ramazzotti. La canzone si ferma all'ottava posizione della gara. Nel corso dell'anno eseguono anche Lasciami provare un'emozione.

### Anni novanta: tra televisione etournéeall'estero

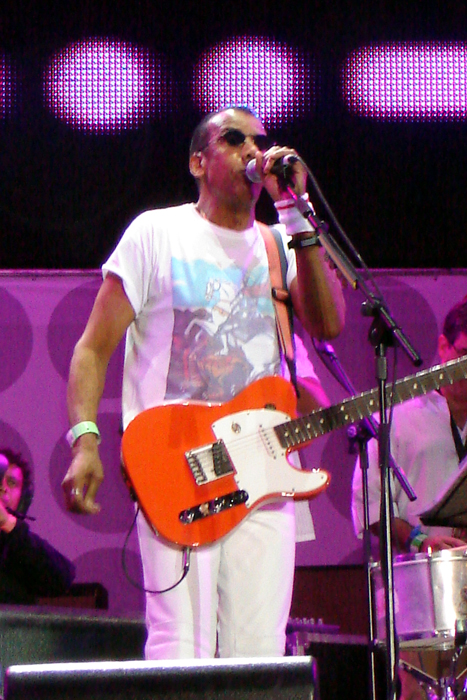
Jorge Ben Jor, interprete brasiliano abbinato ai Ricchi e Poveri per il brano Buona giornata in gara al Festival di Sanremo 1990

Nel 1990 partecipano nuovamente alla kermesse sanremese in coppia con Jorge Ben portando il brano Buona giornata, divenuta una sigla televisiva. Gli arrangiamenti musicali sono curati da Rocco Tanica, il quale, successivamente, reinterpreta tale brano con Elio e le Storie Tese in chiave ironica. La EMI pubblica il loro album Buona giornata e.... In questo lavoro si celebrano i primi vent'anni trascorsi da La prima cosa bella, il loro primo pezzo vincente. Per questo motivo vengono rieseguiti, in una nuova versione, alcuni brani importanti della loro carriera, alcuni dei quali conosciuti per l'interpretazione da quartetto negli anni settanta e mai più riproposti su LP in veste di trio finora. Tra questi: Che sarà, La prima cosa bella, In questa città e Una musica, facenti parte del repertorio degli anni settanta, Se m'innamoro, M'innamoro di te e Sei la sola che amo, risalenti agli anni ottanta. Il 33 giri è completato da una rivisitazione del loro primo singolo, L'ultimo amore, inciso nel 1968, dal pezzo eseguito l'anno prima a Sanremo, Chi voglio sei tu, oltre a Buona giornata. Inoltre, incidono Una domenica con te, sigla di Domenica In, trasmissione della domenica di Rai 1 che li vede alla conduzione nella stagione televisiva 1990/91 al fianco di Gigi Sabani e Simona Tagli.
Nel 1991 un terzetto musicale canadese chiamato Collage incide un album che comprende undici brani italiani, nove dei quali appartengono ai Ricchi e Poveri, adattati in francese. Fra questi, riesce ad avere successo Hasta la vista.
Nel 1992 i Ricchi e Poveri salgono sul palco di Sanremo per la dodicesima volta con la canzone Così Lontani, scritta, musica e parole, da Toto Cutugno. Nonostante la loro buona prestazione vocale, il brano non accede alla finale. A seguito della manifestazione esce il doppio album Allegro italiano, che li vede cimentarsi nell'interpretazione di alcune tra le canzoni italiane più conosciute, tra cui La mia banda suona il rock di Ivano Fossati, Senza una donna di Zucchero Fornaciari, Io che non vivo di Pino Donaggio, Caruso di Lucio Dalla, Grande grande grande di Mina, Ti amo e Gloria di Umberto Tozzi.
Sono continue le loro partecipazioni televisive, a volte anche come presentatori, anche l'anno successivo. Nel 1993, per l'appunto, concludono un contratto come conduttori per 200 puntate su Mediaset del programma Domenica a casa nostra con Patrizia Rossetti. Prendono parte alla parodia musicale de La donna del mistero su Rete 4, al fianco di Davide Mengacci, Sandra Milo, Andrea Roncato ed Orietta Berti e vengono chiamati ad interpretare Dicitencello vuje per la sigla TV del telefilm Renzo e Lucia - Storia d'amore di un uomo d'onore.
Nel 1994 incidono un CD per la Pull dal titolo Los grandes exitos, in distribuzione per il mercato spagnolo, contenente il loro hit Besémonos, cantato in lingua. Poco dopo incidono anche la versione italiana dell'album, I più grandi successi, contenente il nuovo pezzo Baciamoci e dieci nuove versioni di hit che li hanno visti scalare le classifiche di vendita negli anni ottanta. Nello stesso anno, in un'intervista su Rai 1, Marina Occhiena torna a parlare della vicenda dell'abbandono dei Ricchi e Poveri.
Nel 1995 sono ospiti nell'album Belinlandia del gruppo genovese Buio Pesto, col quale cantano il brano A vitta insemme (La vita insieme), scritto da Angelo Sotgiu e da Massimo Morini.
Dal 1994 al 1998 alternano, con riscontri sempre positivi, tour in Italia e all'estero, partecipando anche a show televisivi, in Francia, Germania, Belgio, Spagna, Regno Unito, Australia, Moldavia, Georgia, Lituania, Albania, Slovenia, Ungheria, Bulgaria, Turchia, Israele, Russia, Argentina, Canada, USA. New York, Los Angeles, Boston, Atlantic City, Niagara Falls, Toronto, Sydney, Melbourne, San Pietroburgo, l'Olympiastadion di Berlino, il Royal Albert Hall di Londra, l'Olympia di Parigi e il Cremlino di Mosca, sono alcune delle località e dei palchi calcati negli anni dal complesso genovese. Inoltre, si susseguono ad un ritmo incalzante le produzioni, ufficiali e non ufficiali, italiane ed estere, di album, singoli e raccolte che rendono praticamente impossibile stabilire una discografia esatta.
Il 1999 li vede ritornare con un nuovo lavoro discografico prodotto dall'etichetta BMA di Giorgio Tani e distribuito in Italia dalla RTI Music e in Austria e Germania dalla Koch Record, Parla col cuore, album ibrido, che contiene alcuni successi come Mamma Maria, Sarà perché ti amo e Made in Italy in una nuova veste, e sei brani inediti, ossia Parla col cuore, La stella che vuoi, Ciao Ciao, Se mi ami, Il meglio di noi e Mai dire mai, da loro composti collaborando con Fabrizio Berlincioni e Mario Natale. Questo nuovo disco viene anticipato dal singolo Ciao ciao e presentato nella trasmissione di Rai Radio 1 Per noi, condotta da Dario Salvatori.
Contemporaneamente, viene messo in commercio sul mercato statunitense il cd Ricchi & Poveri and Friends, raccolta dei loro successi con l'aggiunta di alcune canzoni di altri artisti italiani, come Adriano Celentano, Gianna Nannini, Edoardo Bennato, Tullio De Piscopo e Drupi.

### Anni duemila:Music Farme la crescente popolarità nell'Est Europa

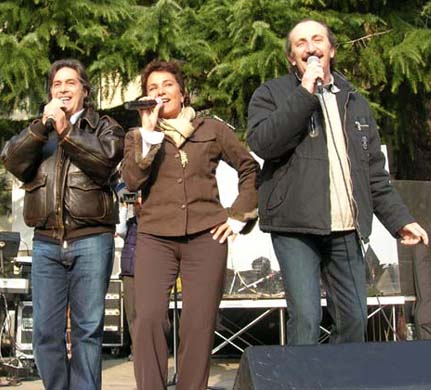
I Ricchi e Poveri in un concerto dal vivo a Bologna

Nel 2000 partecipano allo show di Canale 5 Premiata Teleditta, nel quale si prestano ironicamente alle battute e ai travestimenti dei comici della Premiata Ditta, cantando, tra l'altro, anche la sigla dei Pokémon, che nella parodia vengono rinominati "Dittamon".
Nell'estate del 2001 prendono parte alla trasmissione di Canale 5 La notte vola, gara musicale condotta da Lorella Cuccarini, nella quale si sfidano i cantanti e i pezzi più famosi degli anni ottanta, votati dal pubblico in sala: loro conquistano il secondo posto con Sarà perché ti amo.
Nel 2002 Angela Brambati è ospite su Rete 4 nel varietà canoro Testarda Io di Iva Zanicchi insieme ad altre voci femminili della musica italiana, nel quale ha occasione di interpretare Che sarà, Hey Jude dei Beatles, Almeno tu nell'universo di Mia Martini, e canzoni di Fabrizio De André e della stessa Zanicchi.
Nel 2004 partecipano alla prima edizione del reality show di Rai 2 Music Farm, condotto quell'anno da Amadeus, vincendo a sorpresa la sfida contro Loredana Bertè e arrivando terzi nella graduatoria finale. Molto apprezzate le cover del brano Salirò di Daniele Silvestri e del classico Poster di Claudio Baglioni, entrambe rielaborate dal trio durante il programma, e poi inserite nella compilation, realizzata in occasione della conclusione della trasmissione, assieme al duetto con la stessa Loredana Bertè in Sarà perché ti amo. Loredana, poi, ha insistito fortemente per la pubblicazione della reinterpretazione del pezzo nella nuova versione assieme ai colleghi su formato singolo, che ha riportato il brano in classifica al 15º posto.
All'uscita dal programma, effettuano un cameo insieme ad altri personaggi noti dello spettacolo nel film satirico InvaXön - Alieni in Liguria, per la regia di Massimo Morini (leader dei Buio Pesto) ed Enzo Pirrone e per la sceneggiatura di Bruno Lauzi.
A seguito di tale esperienza, tornano in tour per l'Europa, e non solo. Negli anni riscontrano sempre più apprezzamenti dal pubblico dell'est europeo, perciò hanno appuntamenti sempre più frequenti in Russia, Romania, Polonia, Bulgaria, e via dicendo. In questi Paesi hanno l'opportunità di collaborare con alcuni artisti in duetti vari, tra i quali spicca la performance canora realizzata con le Fabrika, girl band russa, in una rivisitazione di Acapulco. Non si fanno mancare, però, anche dei concerti nel continente americano (Canada, Stati Uniti e Paesi latini).
Nel 2006 sono fra gli ospiti del Mardì Gras al Friendly Versilia, il più rilevante fenomeno di turismo gay in Italia.
Nell'estate del 2007 presentano un nuovo pezzo, intitolato Balla, in Russia al "Festival Petpo".
Tra le molteplici partecipazioni ai varietà revival si citano l'esibizione del 7 marzo 2008 sul palco dell'Ariston per lo show di Rai 1 Sanremo dalla A alla Z - Emozioni, durante il quale eseguono Sarà perché ti amo e Che sarà; mentre il 26 luglio dello stesso sono ospiti della trasmissione televisiva Ciak... si canta! sempre su Rai 1. In questa occasione realizzano un divertente videoclip della loro indimenticabile Che sarà.
Nel 2009 Angela partecipa a Di Domenico plays Morricone - Sama Domè, un lavoro discografico del compositore e chitarrista napoletano Mauro Di Domenico (ex componente della Nuova Compagnia di Canto Popolare e degli Inti-Illimani), interpretando in dialetto genovese il brano Genova valparaiso come voce di sottofondo. Nello stesso, il terzetto viene imitato da Corrado Guzzanti, Victoria Cabello e Lillo nell'esecuzione di Mamma Maria, parodia andata in onda su LA7 nello show Victor Victoria - Niente è come sembra.

### Anni duemiladieci: l'uscita di Franco Gatti e i cinquant'anni di carriera
Nel 2012 assistiamo al ritorno del gruppo con un nuovo album per celebrare i 45 anni di carriera chiamato Perdutamente amore, pubblicato dalla Azzurra Music e contenente 4 nuovi brani: Amore odio, Musica vita mia, Dimmi che mi ami e l'omonima canzone tratta dal titolo dell'album. Inoltre vi sono nuove versioni di alcune canzoni che hanno fatto la storia del gruppo, come Cosa sei, Come vorrei e Piccolo amore. Due delle nuove canzoni, Amore odio e Perdutamente amore, sono nate dal connubio tra il compositore genovese Andrea Vialardi e il componente del gruppo Angelo Sotgiu, autore delle parole.
Nel 2013 il conduttore Fabio Fazio li contatta con l'intenzione di invitarli come ospiti d'onore alla 63ª edizione del Festival di Sanremo, che condurrà a fianco della comica torinese Luciana Littizzetto, per ritirare un premio alla carriera. Il gruppo si sarebbe dovuto esibire nel corso della seconda serata, il 13 febbraio, ma all’ultimo momento annullano la loro partecipazione per un grave lutto che li ha colpiti: nella notte precedente era stato trovato morto a Genova il figlio di Franco Gatti, Alessio, appena ventiduenne. Ai funerali, i Ricchi e Poveri, per una volta, tornano a essere in quattro. Infatti, con Franco Gatti, oltre ai compagni di viaggio Angelo Sotgiu e Angela Brambati, c'è Marina Occhiena, che li aveva lasciati nel 1981.
A seguito di questo dolore, annullano anche le date del loro tour del mese di febbraio. Tutti e tre riprendono a marzo con serate in giro per l'Italia e all'estero.
Il 13 settembre il comico Gabriele Cirilli li imita durante una puntata del varietà di Rai 1 Tale e quale show condotto da Carlo Conti. Nel corso dell'esibizione intervengono anche gli stessi Ricchi e Poveri. Nelle serate del 17, 18 e 19 ottobre dello stesso anno sono ospiti insieme ad altri interpreti della canzone italiana, tra i quali Gianni Morandi, Toto Cutugno, Riccardo Fogli, Umberto Tozzi e i Matia Bazar, del concerto in onore dei settant'anni di Al Bano organizzato dall'imprenditore russo Andrej Agapov e svoltosi presso il Crocus City Hall di Mosca. L'ospite d'onore della serata è Romina Power. Sempre nel 2013, Angela fa un cameo in uno spot pubblicitario della "Unipol Assicurazioni", mentre il 23 dicembre Rai 2 rende omaggio al gruppo ripercorrendone la carriera artistica, dagli inizi sino ad oggi, e i retroscena del successo nella trasmissione Emozioni, che di puntata in puntata racconta la vita dei maggiori interpreti della musica italiana. In questo mese esce Un fidanzato modello, un cortometraggio indipendente con Carmen Russo ed Enzo Paolo Turchi, per la regia di Andrea Vialardi e la sceneggiatura di Silvia Monga, nel quale Angelo Sotgiu appare in un cameo nel ruolo di se stesso.
Il 20 febbraio del medesimo anno, alcuni mezzi di comunicazione informano che Angelo Sotgiu ha avuto un infarto. In seguito il biondo del trio conferma di essere stato ricoverato in ospedale, specificando però che non si è trattato di un infarto ma di un malore minore.
Nel mese di dicembre il terzetto sostiene la maratona Telethon partecipando ad una puntata speciale di Affari tuoi assieme ad altri personaggi famosi come Fabrizio Frizzi, Nino Frassica, Alessandra Amoroso e Aldo, Giovanni e Giacomo; e prende parte alla serata musicale benefica "È Natale, insieme si può" a favore della popolazione colpita dall'alluvione di Genova e per la ricerca contro la SMA, organizzata da Eco Eridania SpA e svoltasi il 13 dicembre a Palazzo Ducale nel capoluogo ligure.
Il 6 marzo 2015 debutta con successo al Teatro Nazionale di Milano il musical Sarà perché ti amo ...una canzone e molto di più!, scritto e diretto da Alfonso Lambo, con le coreografie di Andrea Verzicco, prodotto da Kansas Dj Produzioni. Le protagoniste di questo spettacolo sono alcune delle principali canzoni dei Ricchi e Poveri. Tali brani vengono contenuti nell'album Sarà perché ti amo (il musical), uscito il 10 marzo, prodotto da Mario Allione per le edizioni musicali FMA e distribuito da Self. A pochi giorni dalla pubblicazione, il disco si è piazzato alla decima posizione della Top 10 degli album più venduti su iTunes.
Il 25 maggio sono intervistati da Bruno Vespa in una puntata di Porta a Porta a loro dedicata per ripercorrere la quasi cinquantennale carriera, mentre il 29 maggio sono ospiti del primo concerto italiano di Al Bano e Romina Power, a seguito della loro reunion, tenutosi all'Arena di Verona e trasmesso in diretta su Rai 1.

#### L'abbandono di Franco Gatti e la continuazione in due (2016)
Il 4 maggio 2016 è stato annunciato ufficialmente l'abbandono da parte di Franco Gatti, dopo 48 anni di attività insieme, per dedicarsi appieno alla sua famiglia: «L'età avanza e non me la sento più di girare il mondo... Poi, da quando è mancato mio figlio è cambiato tutto». Angela Brambati e Angelo Sotgiu hanno compreso le motivazioni del "baffo" ma sono intenzionati a proseguire l'attività del gruppo: «Lo ringraziamo per la professionalità e l'amicizia dimostrata in quasi cinquant'anni di vita artistica insieme. Noi restiamo sul palco perché questa è la nostra vita», hanno dichiarato. La prima partecipazione televisiva in due avviene il 6 maggio allo show di Carlo Conti I migliori anni. Il 3 giugno il duo è tra gli artisti presenti alla serata musicale benefica Con il cuore - Nel nome di Francesco, avente luogo davanti alla basilica di San Francesco ad Assisi e trasmessa in diretta su Rai 1. Il 17 giugno esce Liguri, il nuovo videoclip dei Buio Pesto, i cui proventi andranno al progetto "Ambulanza Verde" e nel quale compaiono i Ricchi e Poveri e molti altri personaggi noti genovesi a sostegno dell'iniziativa.
Il 23 dicembre 2016 partecipano alla seconda puntata del varietà Music Quiz, condotto da Amadeus, dove presentano il loro nuovo singolo, Marikita, primo inedito inciso dal gruppo dopo l'abbandono di Franco. La canzone, dal ritmo latino, viene eseguita in spagnolo ed è compresa nella colonna sonora della pellicola natalizia Poveri ma ricchi, diretta da Fausto Brizzi e interpretata da Christian De Sica, Enrico Brignano e Lucia Ocone. Il 20 gennaio 2017 viene pubblicato su YouTube da Vevo il videoclip ufficiale, mentre il 27 marzo parte la rotazione radiofonica e la conseguente promozione nei principali network.
Dal 16 febbraio al 16 marzo 2018 sono fra i giurati della prima edizione del teen talent Sanremo Young, condotto da Antonella Clerici in prima serata su Rai 1. Il 16 aprile 2018 sono ospiti su Rai 1 a Che fuori tempo che fa dove annunciano un concerto speciale per celebrare i loro 50 anni di carriera, "Ricchi e Poveri: 50 anni di successi", che si terrà il 21 aprile seguente al Teatro Colosseo di Torino. A ottobre del medesimo anno cantano la sigla del programma radiofonico Lo Zoo di 105, e nel 2019 sono anche ospiti della festa per il ventennale del famoso programma, eseguendo quattro pezzi storici.
Nel 2019 partecipano alla seconda edizione del programma Ora o mai più, condotto da Amadeus su Rai 1, in qualità di coach del cantante Michele Pecora.

### Anni duemilaventi

#### Il ritorno di Franco Gatti e Marina Occhiena
Il 25 gennaio 2020 Danilo Mancuso, manager del gruppo, ha riunito Angela Brambati, Franco Gatti, Marina Occhiena e Angelo Sotgiu per una reunion, in formazione originale, del gruppo; il 5 febbraio hanno partecipato alla seconda serata del Festival di Sanremo in veste di ospiti. Nel corso dell'esibizione hanno cantato oltre ai brani di maggior successo del gruppo (La prima cosa bella, Che sarà, Sarà perché ti amo, Mamma Maria), la cover del brano Everlasting Love dei Love Affair, col titolo L'Ultimo Amore, che già avevano cantato agli inizi della loro carriera, nel 1968, questa volta però con una rivisitazione in chiave più moderna. Il 26 settembre, i quattro componenti del gruppo si presentano, in qualità di ballerini per una notte, allo show del sabato sera di Rai 1 Ballando con le stelle esibendosi con una coreografia realizzata per loro sulle musiche dei loro successi.
Il 29 gennaio 2021 partecipano come concorrenti alla seconda edizione de Il cantante mascherato con la maschera di Baby Alieno 1, ritirandosi alla prima puntata. Il 23 febbraio 2021 tornano in Rai, al mattino nella trasmissione radiofonica Radio 2 Social Club e alla sera su Rai 1 nello speciale Che sarà sarà (terza serata del programma A grande richiesta) per ripercorrere i loro 50 anni di carriera. Il 26 febbraio 2021 esce il nuovo album ReuniON, prodotto da Danilo Mancuso su etichetta Sony Music il 23 marzo, esce il Videoclip di Che Sarà in duetto con José Feliciano per festeggiare i 50 anni della canzone. Il 18 aprile il quartetto fa parte degli ospiti di Domenica In. La partecipazione al programma è stata l'ultima apparizione del gruppo come quartetto.

#### La scomparsa di Franco Gatti e il rimanente duo

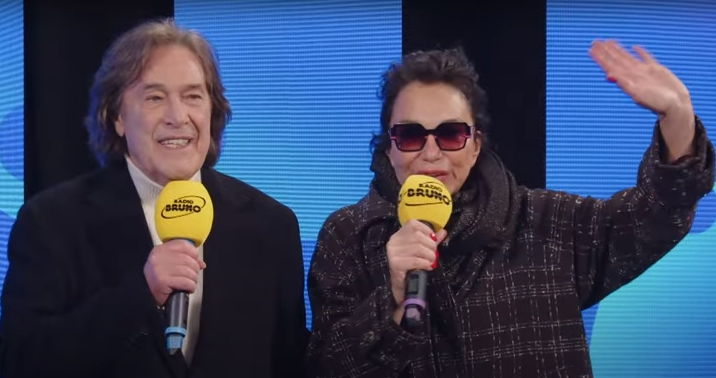
I Ricchi e Poveri nel 2024; da sinistra: Angelo Sotgiu e Angela Brambati

A causa della pandemia da COVID-19 e l'annullamento dei numerosi progetti previsti in quattro, dal 2021 ritornano a essere un duo; in un'intervista successiva alla morte di Franco, Angelo e Angela svelano che Gatti avrebbe voluto fare solo qualche data. Il 26 giugno 2022 quindi, soltanto il duo partecipò a Una voce per Padre Pio, condotto da Mara Venier. A partire dal 27 maggio dello stesso anno intrapresero un tour internazionale fino al 27 novembre 2022, mentre il 17 settembre 2022 entrarono a fare parte del cast per la seconda edizione di Arena Suzuki, esibendosi nella prima puntata con un medley dei loro maggiori successi. Successivamente, Antonella Clerici annunciò che il duo sarebbe stato come parte della giuria per la terza edizione di The Voice Senior.
Franco Gatti muore a Genova il 18 ottobre 2022, all'età di 80 anni. È stato sepolto a Testana accanto al figlio Alessio. Per ricordarlo, il 22 ottobre, in occasione della terza puntata della 17ª edizione di Ballando con le stelle, i maestri aprirono la serata danzando sulle note di Sarà perché ti amo. Il 30 ottobre Angelo e Angela furono ospiti a Verissimo, raccontando la loro storia e ricordando anche l'amico e collega Franco. Il 2 novembre invece, il duo fu ospite de L'eredità in occasione di una serata benefica per sostenere l'UNICEF, dove oltre a partecipare al gioco con domande sulla propria carriera, ebbero modo di riproporre alcuni dei loro brani più celebri. Il 19 dello stesso mese furono ospiti per la seconda volta nel programma televisivo Ballando con le stelle, condotto da Milly Carlucci, esibendosi in una coreografia sulle note de La prima cosa bella. Il 25 novembre, invece, parteciparono al Maurizio Costanzo Show, proponendo un medley delle loro canzoni.
Il 13 gennaio 2023 iniziò la 3ª edizione di The Voice Senior, mentre il 4 marzo la 1ª edizione di The Voice Kids. Successivamente, dall'8 all'11 marzo furono protagonisti di un mini tour in Australia. Il 1º aprile parteciparono alla 3ª puntata della quarta edizione de Il cantante mascherato, in veste di cantante mascherato per una notte. Il 5 maggio furono ospiti della seconda puntata del programma televisivo I migliori anni, condotto da Carlo Conti. Dal 20 maggio intrapresero un tour estivo che si alternò tra Italia ed estero. Il 23 maggio parteciparono alla trasmissione televisiva 4 volte 20, in occasione degli ottant'anni di Al Bano. Il 9 giugno, invece, parteciparono per la seconda volta alla trasmissione televisiva Una voce per Padre Pio, condotta da Mara Venier.

#### Il ritorno in gara a Sanremo (2024)

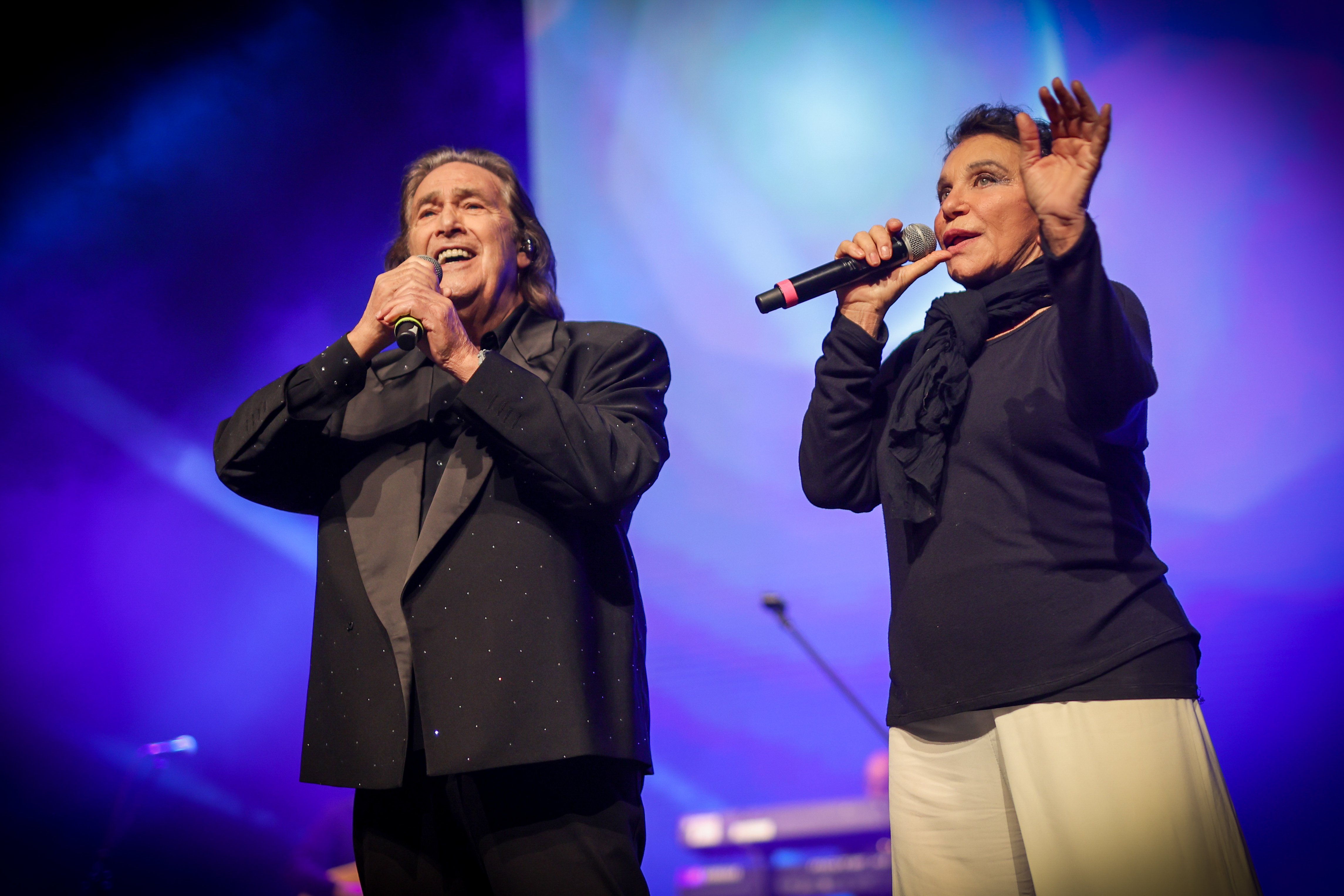
Ricchi e Poveri nel 2024

Il 6 febbraio 2024, i Ricchi e Poveri ritornano in gara sul palco di Sanremo a distanza di 32 anni, nella nuova formazione in duo, con il brano Ma non tutta la vita, classificandosi al 21º posto ma riscontrando grande successo tra i giovani sia sulle piattaforme streaming che sui social network.
Il brano verrà certificato disco d'oro e, in seguito, disco di platino.
Il 27 maggio successivo pubblicano il nuovo singolo estivo Aria che risulta nella top ten della classifica del power hits estate organizzato da RTL 102.5. Dopo aver concluso il tour estivo in giro per le grandi città italiane e all'estero, il 28 novembre pubblicano il singolo natalizio Il Natale degli angeli, promuovendolo alla finale dello Zecchino d'Oro 2024.

## Formazione

### Formazione attuale
- Angela Brambati: voce (1967-in corso)
- Angelo Sotgiu: voce, chitarra e sax (1967-in corso)

### Ex componenti
- Franco Gatti: voce, tastiere e chitarra (1967-2016 e 2020-2021)
- Marina Occhiena: voce (1967-1981 e 2020-2021)

## Discografia

### Album in studio
- 1970 – Ricchi e Poveri - Apollo Records
- 1971 – Amici miei - Apollo Records
- 1974 – Penso sorrido e canto - Fonit Cetra
- 1975 – RP2 - Fonit Cetra
- 1976 – Ricchi & Poveri - Fonit Cetra
- 1976 – I musicanti - Fonit Cetra
- 1978 – Questo amore - Fonit Cetra
- 1980 – La stagione dell'amore - Baby Records
- 1981 – E penso a te - Baby Records
- 1982 – Mamma Maria - Baby Records
- 1983 – Voulez vous danser - Baby Records
- 1985 – Dimmi quando - Baby Records
- 1987 – Pubblicità - Fonit Cetra
- 1988 – Nascerà Gesù - Ricchi & Poveri '88 - Fonit Cetra
- 1990 – Buona giornata e... - EMI Italiana
- 1992 – Allegro italiano - EMI Italiana
- 1994 – I più grandi successi - Pull
- 1999 – Parla col cuore - RTI Music per BMA Music
- 2012 – Perdutamente amore - Azzurra Music per BMA Music
- 2021 – ReuniON - Sony Music per DM Produzioni

### Album live
- 1973 – The Golden Orpheus Festival '73 - RCA

### Raccolte
- 1972 – Un diadema di successi - Apollo Records
- 1978 – Ricchi & Poveri - Fonit Cetra
- 1984 – Ieri e oggi - Baby Records
- 1987 – Canzoni d'amore - Baby Records
- 1994 – I grandi successi - EMI Italiana
- 2011 – Le canzoni. La nostra storia - Sony Music / RCA Italiana
- 2020 – Le origini - Discografia '64/'69 - On Sale Music

### Maxi singoli
- 1984 – Hasta la vista (versione estesa)/Acapulco (versione estesa) - Remix di M. Noe, M. Bonsanto, S. Pulga (Baby Records, BR 54044)[136]
- 2004 – Sarà perché ti amo (Chissenefrega remix di Mario Fargetta) feat. Loredana Bertè (NAR, nar m 10004)[137]

### Singoli
- 1968 – L'ultimo amore/Un amore così grande (CBS, 3417)
- 1968 – La mia libertà/Quello che mi hai dato (CBS, 3818)
- 1969 – Si fa chiara la notte/Era mercoledì (CBS, 4195)
- 1969 – L'amore è una cosa meravigliosa/Due gocce d'acqua (Apollo, ZA 50012)
- 1970 – La prima cosa bella/Due gocce d'acqua (Apollo, ZA 50050)
- 1970 – In questa città/Un'immagine (Apollo, ZA 50055)
- 1970 – Primo sole, primo fiore.../C'era lei (Apollo, ZA 50080)
- 1970 – Oceano/Dammi 1000 baci (Apollo, ZA 50090)
- 1971 – Che sarà/...ma la mia strada sarà breve (Apollo, ZA 50170)
- 1971 – Limpido fiume del sud/Addio mamma, addio papà (Apollo, ZA 50190)
- 1971 – Amici miei/Con l'aiuto del Signore (Apollo, ZA 50200)
- 1971 – Fumo nero/Monna Lisa e messer Duca (Apollo, ZA 50210)
- 1972 – Un diadema di ciliege/Anche tu (Fonit Cetra, SP 1469)
- 1972 – Pomeriggio d'estate/La figlia di un raggio di sole (Fonit Cetra, SP 1473)
- 1972 – Una musica/Il fantasma (Fonit Cetra, SP 1496)
- 1973 – Dolce frutto/Grazie mille (Fonit Cetra, SP 1507)
- 1973 – Piccolo amore mio/Dolce è la mano (Fonit Cetra, SP 1509)
- 1973 – Penso, sorrido e canto/Sinceramente (Fonit Cetra, SP 1535)
- 1974 – Povera bimba/Torno da te (Fonit Cetra, SP 1546)
- 1974 – Non pensarci più/Amore sbagliato (Fonit Cetra, SP 1564)
- 1975 – Coriandoli su di noi/Giorno e notte (Fonit Cetra, SP 1605)
- 1975 – L'orto degli animali/La vecchina (Fonit Cetra, SPB 22)
- 1976 – Due storie dei musicanti (prima parte)/Due storie dei musicanti (seconda parte) (Fonit Cetra, SP 1606)
- 1976 – I...o bau coccodè miao/L'asino (Fonit Cetra, SPB 37)
- 1976 – Il cane/La galina (Fonit Cetra, SPB 38)
- 1976 – Storia di una gatta/La città dei desideri (Fonit Cetra, SPB 41)
- 1976 – Il mio canto/Tutti uniti (Fonit Cetra, SPB 42)
- 1976 – Wonderland/Love will come (Fonit Cetra, SP 1615)
- 1977 – L'amore è una cosa meravigliosa/Una donna cambiata (Fonit Cetra, SP 1637)
- 1977 – Ma se ghe penso/Piccon dagghe cianin (Fonit Cetra, SP 1644)
- 1977 – Chanson de Cheullia/Scigoa (Fonit Cetra, SP 1645)
- 1978 – Questo amore/Anima (Fonit Cetra, SP 1674)
- 1979 – Mama/Torno da te (Fonit Cetra, SP 1703)
- 1980 – E no, e no/La stagione dell'amore (Baby Records, BR 50214)
- 1981 – Sarà perché ti amo/Bello l'amore (Baby Records, BR 50232)
- 1981 – M'innamoro di te/Alla faccia di Belzebù (Baby Records, BR 50243)
- 1981 – Come vorrei/Stasera canto (Baby Records, BR 50256)
- 1982 – Made in Italy/Questa sera (Baby Records, BR 50268)
- 1982 – Piccolo amore/Perché ci vuole l'amore (Baby Records, BR 50278)
- 1982 – Mamma Maria/Malinteso (Baby Records, BR 50282)
- 1983 – Ciao Italy, ciao amore/Un altro lui un'altra lei (Baby Records, BR 50299)
- 1983 – Cosa sei/Amarsi un po' (Baby Records, BR 50309)
- 1983 – Voulez vous danser/Acapulco (Baby Records, BR 50311)
- 1984 – Hasta la vista/Acapulco (Baby Records, BR 50321)
- 1985 – Se m'innamoro/Mami mami (Baby Records, BR 50333)
- 1985 – Dimmi quando/Vento caldo (Baby Records, BR 50352)
- 1987 – Canzone d'amore/Canzone d'amore (strumentale) (Fonit Cetra, SP 1851)
- 1987 – Cocco bello Africa/Voglio stringerti ancora (Fonit Cetra, SP 1855)
- 1987 – Lascia libero il cielo/C'è che luna c'è che mare (Fonit Cetra, SP 1858)
- 1988 – Nascerà Gesù/Nascerà Gesù (strumentale) (Cinevox, SC 1197)
- 1989 – Chi voglio sei tu/Lasciami provare un'emozione (EMI Italiana, 06 1188277)
- 1990 – Buona giornata/Se m'innamoro (EMI Italiana, 06 1188417)
- 1990 – Una domenica con te/Una musica (EMI Italiana, 06 1188477)
- 1992 – Così lontani/Guarda che luna (EMI Italiana, 06 1188657)
- 1994 – Baciamoci (Pull)
- 1999 – Ciao ciao (RTI Music)
- 1999 – Parla col cuore (RTI Music)
- 2004 – Sarà perché ti amo (chissenefrega!!) feat. Loredana Bertè (NAR, nar m 10004)
- 2012 – Perdutamente amore (Azzurra Music)
- 2016 – Marikita (Sony Music)
- 2020 – L'ultimo amore (Vers.2020) (Artist First)
- 2021 – Che sarà (Vers.2021) (Artist First)
- 2024 – Ma non tutta la vita (DME, Carosello)
- 2024 – Aria (DME, Carosello)
- 2024 – Il Natale degli angeli (DME, Carosello)

## Partecipazioni a manifestazioni canore

### Festival di Sanremo
- 1970 – La prima cosa bella (2º)
- 1971 – Che sarà (2º)
- 1972 – Un diadema di ciliegie (11º)
- 1973 – Dolce frutto (4º)
- 1976 – Due storie di musicanti (13º)
- 1981 – Sarà perché ti amo (5º)
- 1985 – Se m'innamoro (1º)
- 1987 – Canzone d'amore (7º)
- 1988 – Nascerà Gesù (9º)
- 1989 – Chi voglio sei tu (8º)
- 1990 – Buona giornata (17°)
- 1992 – Così lontani (Non finalista)
- 2024 – Ma non tutta la vita (21º)

### Altre manifestazioni canore
- 1968 – Cantagiro: L'ultimo amore
- 1970 – Cantagiro: In questa città
- 1970 – Festivalbar: In questa città (4º)
- 1970 – Mostra Internazionale di Musica Leggera di Venezia: Primo sole, primo fiore
- 1970 – Caravella dei successi: Primo sole, primo fiore
- 1971 – Cantagiro: Addio mamma, addio papà; Limpido fiume del sud e Amici miei
- 1971 – Mostra Internazionale di Musica Leggera di Venezia: Amici miei
- 1972 – Un disco per l'estate: Pomeriggio d'estate
- 1973 – Un disco per l'estate: Piccolo amore mio
- 1973 – Canzonissima: Penso, sorrido e canto (2º)
- 1974 – Un disco per l'estate: Povera bimba
- 1974 – Mostra Internazionale di Musica Leggera di Venezia: Amore sbagliato e Torno da te (3º)
- 1977 – Rally Canoro Itinerante (ospiti)
- 1978 – Eurovision Song Contest: Questo amore (12º)
- 1978 – Festivalbar: Questo amore
- 1981 – Festivalbar: M'innamoro di te (3º)
- 1982 – Vota la voce: Made in Italy
- 1982 – Premiatissima: Mamma Maria (1º)
- 1983 – Vota la voce: Mamma Maria
- 1983 – Premiatissima: Voulez vous danser
- 1984 – Festival di Viña del Mar in Cile (ospiti)
- 1984 – Festival dell'Atlantico: Sei la sola che amo (1º)
- 1984 – Un disco per l'estate - Saint Vincent Estate: Hasta la vista
- 1984 – Vota la voce: Hasta la vista (1º)
- 1985 – Vota la voce: Come vorrei
- 1985 – Premiatissima: L'anno che verrà (1º)
- 1986 – Un disco per l'estate - Saint Vincent Estate: Che sarà e Dimmi quando (ospiti)
- 1987 – Un disco per l'estate - Saint Vincent Estate: Cocco bello Africa (3º)
- 1996 – Viva Napoli: Luna caprese
- 2001 – La notte vola: Sarà perché ti amo (2º)
- 2002 – Viva Napoli (ospiti)
- 2012 – Festival Show: Perdutamente amore (ospiti)
- 2018 – Festival Show: Sarà perché ti amo, Marikita e Mamma Maria (ospiti)

## Altre attività

### Televisione
- Arancia e Limone (Programma Nazionale, 1970)
- Mai il sabato Signora Lisistrata (Programma Nazionale, 1971)
- No, No, Nanette (Programma Nazionale, 1974)
- Tante scuse (Programma Nazionale, 1974)
- (di nuovo) Tante scuse (Programma Nazionale, 1975; Rete 1, 1976)
- I Ricchi e Poveri raccontati da... (TSI, 1976)
- Stasera con voi (Rete 1, 1977)
- Canta che non ti passa (Rete 3, 1981)
- Made in Italy (Canale 5, 1982)
- Festival di primavera (Italia 1, 1986) Co-conduttori
- Domenica in (Rai 1, 1990-1991) Co-conduttori
- La vera storia della donna del mistero (Rete 4, 1992)
- A casa nostra (Rete 4, 1992-1993) Co-conduttori
- Domenica a casa nostra (Rete 4, 1993) Co-conduttori
- Premiata Teleditta (Canale 5, 2000)
- La notte vola (Canale 5, 2001) Concorrenti
- Music Farm (Rai 2, 2004) Concorrenti
- Emozioni (Rai 2, 23 dicembre 2013) Puntata dedicata alla vita artistica del gruppo
- Sanremo Young (Rai 1, 2018) Giurati
- Ora o mai più (Rai 1, 2019) Coach e giurati
- Ballando con le stelle (Rai 1, 2020, 2022) Ballerini per una notte
- Il cantante mascherato (Rai 1, 2021; 2023) Concorrenti; Mascherati per una notte
- A grande richiesta - Che sarà, sarà (Rai 1, 2021) Serata dedicata ai 50 anni di carriera
- The Voice Senior (Rai 1, 2023) Coach
- The Voice Kids (Rai 1, 2023) Coach

### Radio
- Gran varietà (Secondo Programma, 1972)
- Più di così... (Secondo Programma, 1976-1977)

### Teatro
- Teatro Music Hall - Penso, sorrido e canto, organizzato da Pippo Baudo (1973)
- Chiari di luna con Walter Chiari, regia di Gennaro Magliulo (1974-1975)
- Chi vuol esser lieto sia con Walter Chiari, regia di Robert Hutton (1976-1977)

### Filmografia
- Terzo Canale - Avventura a Montecarlo, regia di Giulio Paradisi (1970)
- InvaXön - Alieni in Liguria, regia di Massimo Morini e Enzo Pirrone (2004)

### Altro
Oltre che a Genova, i Ricchi e Poveri trascorsero la loro gioventù anche in Val Borbera, luogo nel quale Angela ha vissuto per anni. Proprio qui, nella località alessandrina Roccaforte Ligure, nel 2011 Angela apre un agriturismo che chiama "La locanda di Mamma Maria". Nel 2016 sceglie di chiudere l'attività per dedicarsi totalmente agli impegni musicali.

## Riconoscimenti
- Secondo posto al Festival di Sanremo 1970 con La prima cosa bella
- Premio Regione Liguria Cristoforo Colombo come "Miglior complesso musicale del 1970"
- Secondo posto al Festival di Sanremo 1971 con Che sarà
- Maschera d'argento per Mai di sabato signora Lisistrata, 1971
- Premio della critica al Festival Orfeus d'oro in Bulgaria, 1973
- Secondo posto a Canzonissima 1973 con Penso, sorrido e canto
- Terzo posto alla Mostra internazionale di musica leggera di Venezia 1974 con Amore sbagliato e Torno da te
- Biglietto d'oro per il teatro con lo spettacolo di Walter Chiari Chi vuol esser lieto sia nel 1976
- Terzo posto al Festivalbar 1981 con M'innamoro di te
- Premio a Milazzo come "Miglior complesso del 1981"
- Primo posto a Premiatissima 1982 con Mamma Maria
- Premio al Festival di Viña del Mar 1984 in Cile
- Primo posto al Festival dell'Atlantico 1984 in Spagna con Sei la sola che amo
- Premio Telegatto assegnato a Vota la voce 1984 come "Miglior gruppo" con Hasta la vista
- Primo posto al Festival di Sanremo 1985 con Se m'innamoro
- Premio Telegatto assegnato al Gran Premio Internazionale dello Spettacolo per la vittoria del Festival di Sanremo 1985
- Primo posto a Premiatissima 1985 con L'anno che verrà
- Premio Medien per il maggior numero di dischi venduti in Francia
- Terzo posto a Un disco per l'estate - Saint Vincent 1987 con Cocco bello Africa
- Master alla carriera, Sanremo 1988
- Targa nella Strada del Festival di Sanremo in Via Matteotti a Sanremo, per il brano Se m'innamoro, 2011
- Premio AFI alla carriera "Città di Sanremo" del 2013
- Premio Atlantic 2015, ricevuto a Rimini, in occasione del 45º anniversario de La prima cosa bella e al 30º de Se m'innamoro[140]
- Premio Speciale "Mia Martini" alla carriera per i 50 anni di attività, ritirato a Bagnara Calabra nel 2017[141]
- Premio "Città di Sanremo", ricevuto in occasione del Festival di Sanremo 2020
- Candidatura SIAE Music Awards 2023 "Miglior canzone - Locali da ballo con musica live" con Sarà perché ti amo
- Candidatura SIAE Music Awards 2024 "Miglior canzone - Locali da ballo con musica live" con Sarà perché ti amo
- Premio AFI alla carriera "Città di Sanremo" del 2024
- Premio speciale alla carriera TIM Music Awards 2024
- Certificazione Disco d'Oro d'annata per Mamma Maria
- Certificazione Doppio Disco di Platino per Ma non tutta la vita
- Certificazione Doppio Disco di Platino per Sarà perché ti amo

## Parodie
Sul finire degli anni settanta ebbe grande popolarità in TV il comico Maurizio Micheli nei panni di Nicola da Mola, il DJ di Radio Bitonto Libera innamorato perennemente della brunetta dei Ricchi e Poveri.
Vari sono stati i comici che hanno imitato/parodiato i Ricchi e Poveri: tra questi vi sono Alighiero Noschese, Il Trio Marchesini-Solenghi-Lopez, Neri Marcorè con Gianna Martorella e con Sergio Ricci, Gianfranco D'Angelo, Nino Frassica, Emanuela Aureli, Aldo, Giovanni e Giacomo con Marina Massironi, La Premiata Ditta, Corrado Guzzanti con Victoria Cabello e con Lillo, Brenda Lodigiani, Gabriele Cirilli e i Gemelli di Guidonia nel corso di Tale e quale show.